# Поварніцин Рудольф Павлович
Рудольф Павлович Поварніцин (*13 червня 1962, Воткінськ, Удмуртія, СРСР) — український радянський легкоатлет, політик України. Його найкращим досягненням є бронзова медаль на літніх Олімпійських іграх 1988 року в Сеулі.

## Життєпис
Рудольф Поварніцин виступав в стрибках у висоту. Поварніцин — перша людина у світі, що взяла висоту 2 м 40 см. Це сталося на змаганнях на Кубок СРСР в Донецьку, і було світовим рекордом в період з 11 серпня по 4 вересня 1985, коли Ігор Паклін побив рекорд на 1 сантиметр. Рекорд Рудольфа унікальний тим, що його особистий найкращий результат до змагань в Донецьку становив всього лише 2 м 26 см. Даний результат був найкращим показником для українських легкоатлетів протягом 28 років та був покращений у липні 2013 р. Богданом Бондаренко.
Нині Рудольф Поварніцин мешкає в Україні. У травні 2009 увійшов до політради українського «Союзу Лівих Сил».
У березні 2010 року на пленумі обраний інструктором ЦК Ленінського Комсомолу Україна зі спорту.

## Цікаві факти
У Поварніцина зберігається прапор, під яким збірна СРСР востаннє виступала на Олімпійських іграх в Сеулі у 1988 році.